# Ліпіни (Гайнівський повіт)
Ліпіни (пол. Lipiny) — село в Польщі, у гміні Гайнівка Гайнівського повіту Підляського воєводства.
Населення — 294 особи (2011).
У 1975-1998 роках село належало до Білостоцького воєводства.

## Демографія
Демографічна структура станом на 31 березня 2011 року:
|          | Загалом | Допрацездатний вік | Працездатний вік | Постпрацездатний вік |
| -------- | ------- | ------------------ | ---------------- | -------------------- |
| Чоловіки | 144     | 25                 | 106              | 13                   |
| Жінки    | 150     | 32                 | 83               | 35                   |
| Разом    | 294     | 57                 | 189              | 48                   |